# Taitung (stad)
Taitung of Taidong is een stad in Taiwan en is de hoofdstad van het arrondissement (xiàn) Taitung.
Taitung telt ongeveer 114.000 inwoners.